# Narita-san
Le Narita-zan (成田山, litt. « montagne de Narita »), ou Narita-san shinshō-ji (成田山新勝寺, litt. « nouveau temple de la victoire »), est un temple bouddhiste Shingon situé au centre de Narita, dans la préfecture de Chiba, au Japon. Il est fondé en 940 par Kanchō Daisōjō, un disciple de Kōbō Daishi. C'est un temple de tête de la branche Chisan du nouveau Shingon (Shingi Shingon (ja)), qui comprend un grand complexe de terres et de bâtiments et c'est un des temples les plus connus de la région de Kantō. Il est consacré à Fudō myōō (« roi de la sagesse imperturbable »), connu sous le nom Ācala en sanskrit), généralement représenté portant une épée et une corde et entouré de flammes. Souvent appelé un dieu du feu, il est associé à des rituels de feu.

## Fondation
Le temple bouddhique Narita-zan est créé pour commémorer la victoire, en 940, des forces expédiées depuis la capitale impériale Heian-kyō pour réprimer une révolte menée par Taira no Masakado, puissant samouraï de la région du Kantō. Le prêtre Kanchō accompagne les forces en apportant avec lui une image de Fudō myōō en provenance du gomadō («  salle d'offrande du feu ») du Takao-san Jingo-ji à Kyoto. Kōbō Daishi, fondateur du Shingon, passe pour avoir sculpté lui-même l'image et l'utilise lors des rituels de feu sacré Goma qui ont aidé à arrêter une rébellion à son époque. La rébellion de 940 prend également fin juste lorsque Kanchō achève un rituel Goma de trois semaines avec la même image. Selon la légende, l'image du roi de la sagesse inamovible  est devenue trop lourde après la victoire pour revenir à son port d'attache, de sorte qu'un nouveau temple Narita-san, nommé Shinshō-ji (« nouveau temple de la victoire »), est construit pour qu'elle y soit vénérée. Le temple soutient que l'image originale est consacrée dans le hall principal, où elle est exposée lors d'occasions spéciales, mais les historiens de l'art datent l'image actuelle au plus tôt au XIIIe siècle.

## Expansion
Pendant plus de six cents ans, Narita-san est resté un humble temple provincial isolé jusqu'à ce que Tokugawa Ieyasu, premier shogun de l'époque d'Edo (1603-1868) et fondateur de la dynastie Tokugawa, déplace sa capitale à Edo, en 1603. Ieyasu lui-même crédite son abbé de l'avoir converti au bouddhisme et attribue au daimyo du proche domaine de Sakura la responsabilité de son entretien. Peut-être le succès militaire et politique associé au temple lui plaît-il et l'emplacement du temple, la protection de l'approche nord-est de sa nouvelle capitale, correspond à la position du Enryaku-ji, le principal temple de la secte Tendai, par rapport à l'ancienne capitale de Heian de Kyoto. Toutefois, le shogunat fait peu pour soutenir le temple jusqu'à ce que Tokugawa Ietsuna reconstruise sa salle principale en 1655. Ce bâtiment sert aujourd'hui de salle de classe de calligraphie. Kōbō Daishi, alias Kūkai, le fondateur du Shingon, est réputé pour sa calligraphie japonaise.
Mais la personne la plus responsable de la promotion et de l'enrichissement du Narita-san est Ichikawa Danjūrō I (1660 - 1704), l'un des acteurs les plus influents de l'âge d'or du théâtre kabuki. Né dans une riche famille de marchands ayant des liens avec la région de Narita, Danjūrō savoure l'ancien statut de samouraï de sa famille en jouant des personnages héroïques qui font de nobles actions, développant ce faisant un style viril et rude connu sous le nom aragoto. C'est également un dévot bouddhiste entretenant une dévotion particulière pour Fudō myōō qu'il crédite de la naissance en bpnne santé de son fils Kuzō, futur Ichikawa Danjūrō II (1688 - 1758). Kuzō incarne un Fudō si féroce et convaincant lors de ses débuts sur scène en 1697 que le public répond avec des prières et des offrandes comme s'il se trouve devant une divinité du temple. En 1703, Danjūrō I écrit et joue dans une autre pièce spécifiquement s le Fudō au Shinshō-ji, « les avatars du Fudō temple Narita » dont la première est programmée pour coïncider avec l'exposition itinérante (degaichō) des images sacrées de Narita-san à Edo. L'immense popularité de Danjūrō et son attachement au Fudō myōō de Shinsho-ji incitent de nombreux roturiers de toutes les classes à faire régulièrement des pèlerinages d'Edo à Narita-san.

## Bâtiments importants
Plusieurs des bâtiments du Narita-san sont désignés biens culturels importants : le kōmyō-dō, construit en 1701 et consacré au Bouddha Dainichi Nyorai (Vairocana), principale image du Bouddhisme Shingon, la pagode à deux étages de 25 m de haut érigée en 1712, la porte principale niōmon, bâtie en 1830, le shaka-dō (bâtiment Shakyamuni), construit en 1858 et le gaku-dō (« bâtiment des tablettes votives »), construit en 1861. Le kaizan-dō (« bâtiment ouvert de la montagne ») à Kanchō Daisōjō est construit en 1938, à temps pour le 1000e anniversaire du temple. Le parc de Narita-san (16,5 ha) ouvre en 1928. L'actuel grand bâtiment date de 1968, auquel s'ajoute une grande pagode de 58 m de haut (Daitō) en 1984 et un bâtiment consacré au prince Shōtoku , considéré comme le père du bouddhisme au Japon, érigé en 1992.

## Événements réguliers
De grandes foules assistent aux grands événements annuels au Narita-san : l' Oshogatsu en janvier, le Setsubun en février, le festival de tambour taiko en avril, représentations de lueur du feu pour des pièces du théâtre nô en mai, le festival Gion en juillet, l' O-Bon en août, le Shichi-go-san en novembre et le brûlage annuel d'amulettes à la fin du mois de décembre. Les gens viennent au parc Narita-san pour observer l'ume des fleurs au début du printemps et les feuilles d'automne à la fin de l'automne. Il y a en outre des chants du « sūtra de la Grande Sagesse » (Daihannya-e) en janvier, mai et septembre et les foires du temple ont lieu les 1re, 15e et 28e jour de chaque mois. Plusieurs fois par jour, des amulettes en bois sont cérémonieusement brulées dans des rituels Goma.

## Tourisme
Le Narita-san est un lieu de prédilection pour les excursions et les pèlerinages des habitants de la région métropolitaine voisine depuis que les shoguns Tokugawa ont déplacé la capitale nationale à Edo en 1603. Après que l'aéroport international de Narita voisin est devenu la principale plaque tournante pour le trafic aérien international japonais dans les années 1970, le Narita-san a également commencé à attirer un nombre croissant de touristes étrangers, en particulier ceux qui ont de longues escales en transit. L'aéroport est accessible par un court trajet en train soit de la gare de Narita de la compagnie JR East ou de la gare de Keisei Narita de la compagnie Keisei. Il y a environ 1 km entre les deux gares et le temple, le long de rues pittoresques avec beaucoup de petits magasins vendant des collations et autres denrées alimentaires, ainsi que des porte-bonheur et autres souvenirs, tels que des poupées Daruma.

## Galerie d'images

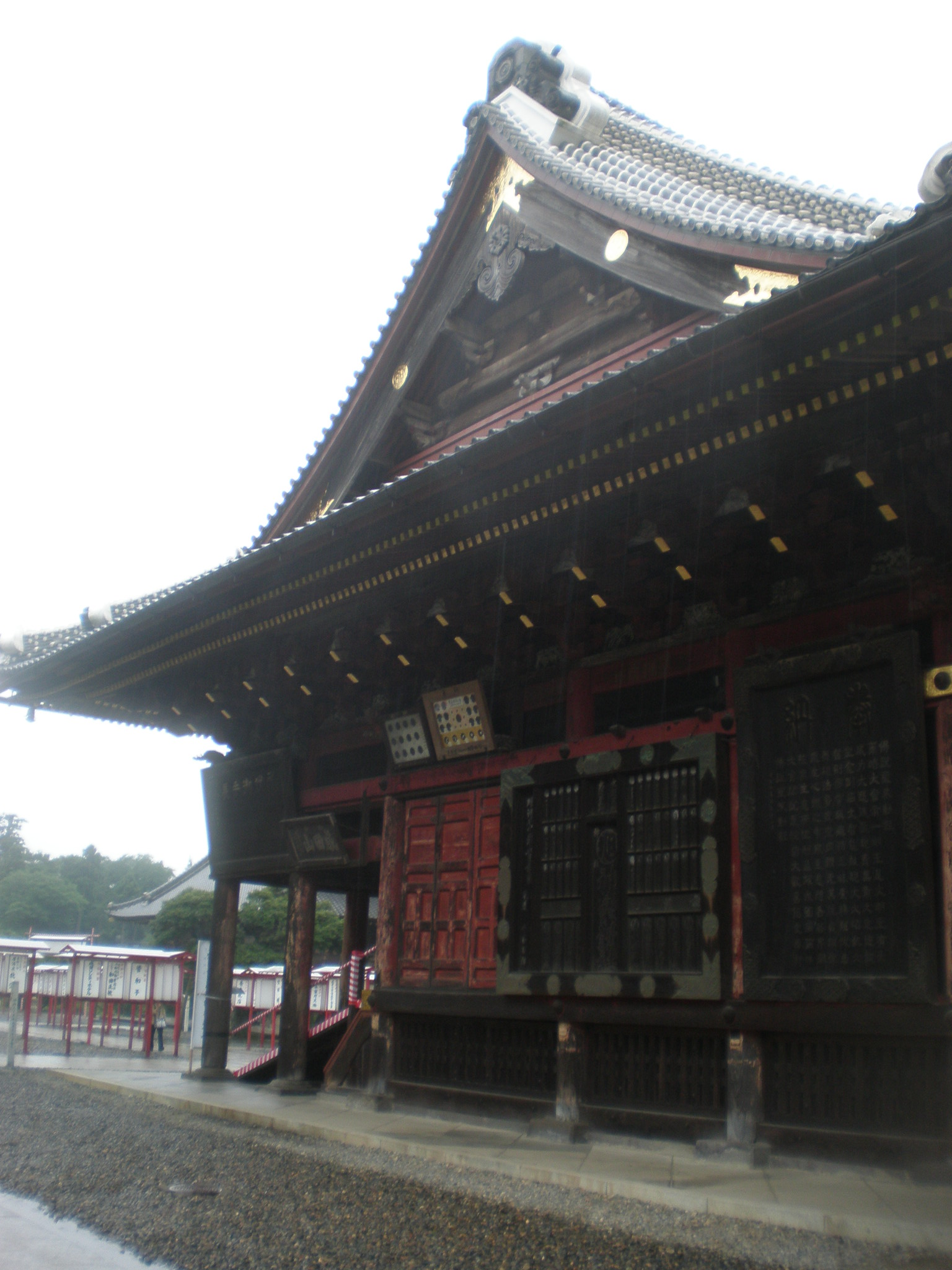
Kōmyō-dō (vue de côté), 1701.
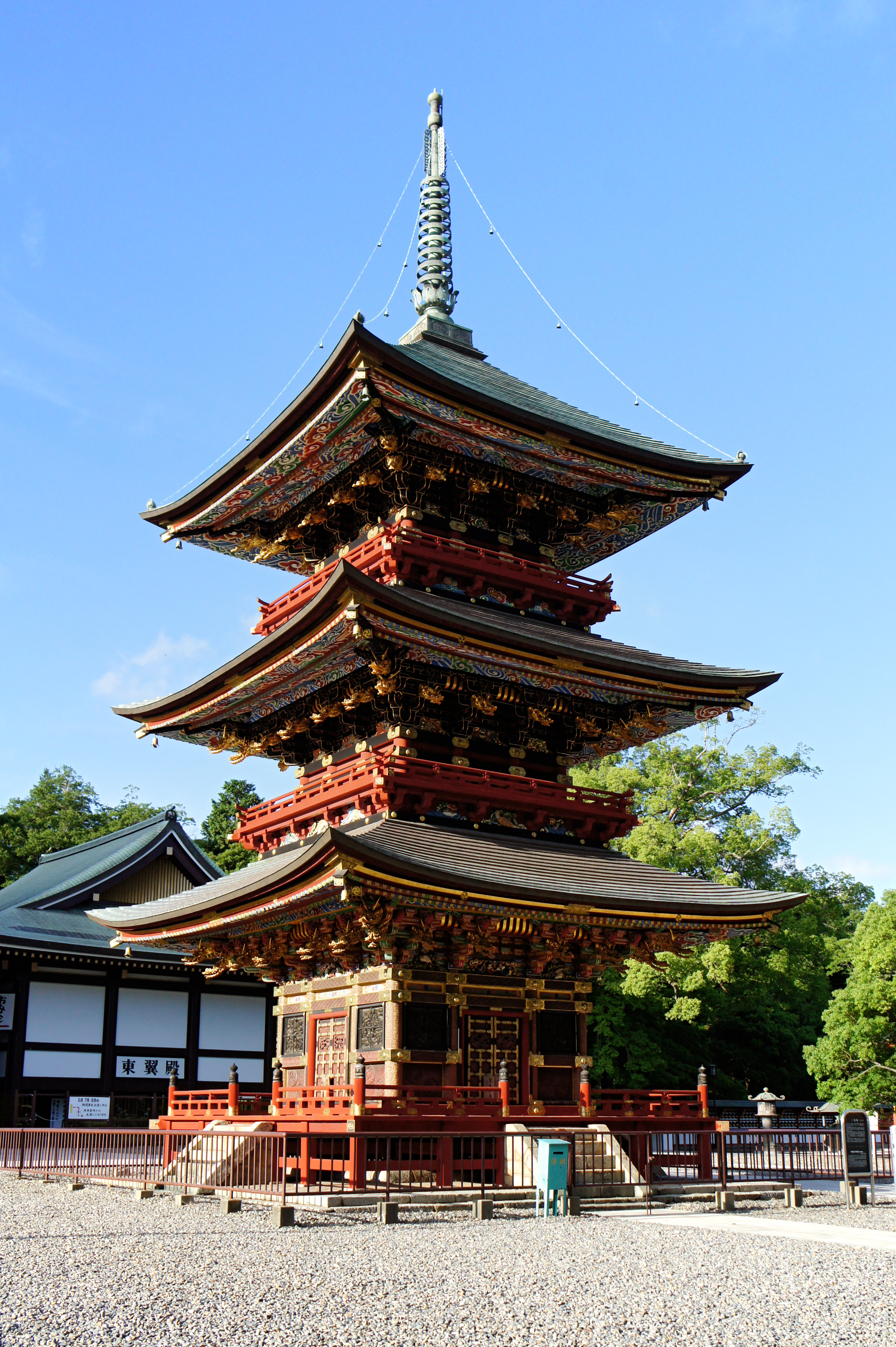
Tō (pagode à deux étages), 1712.
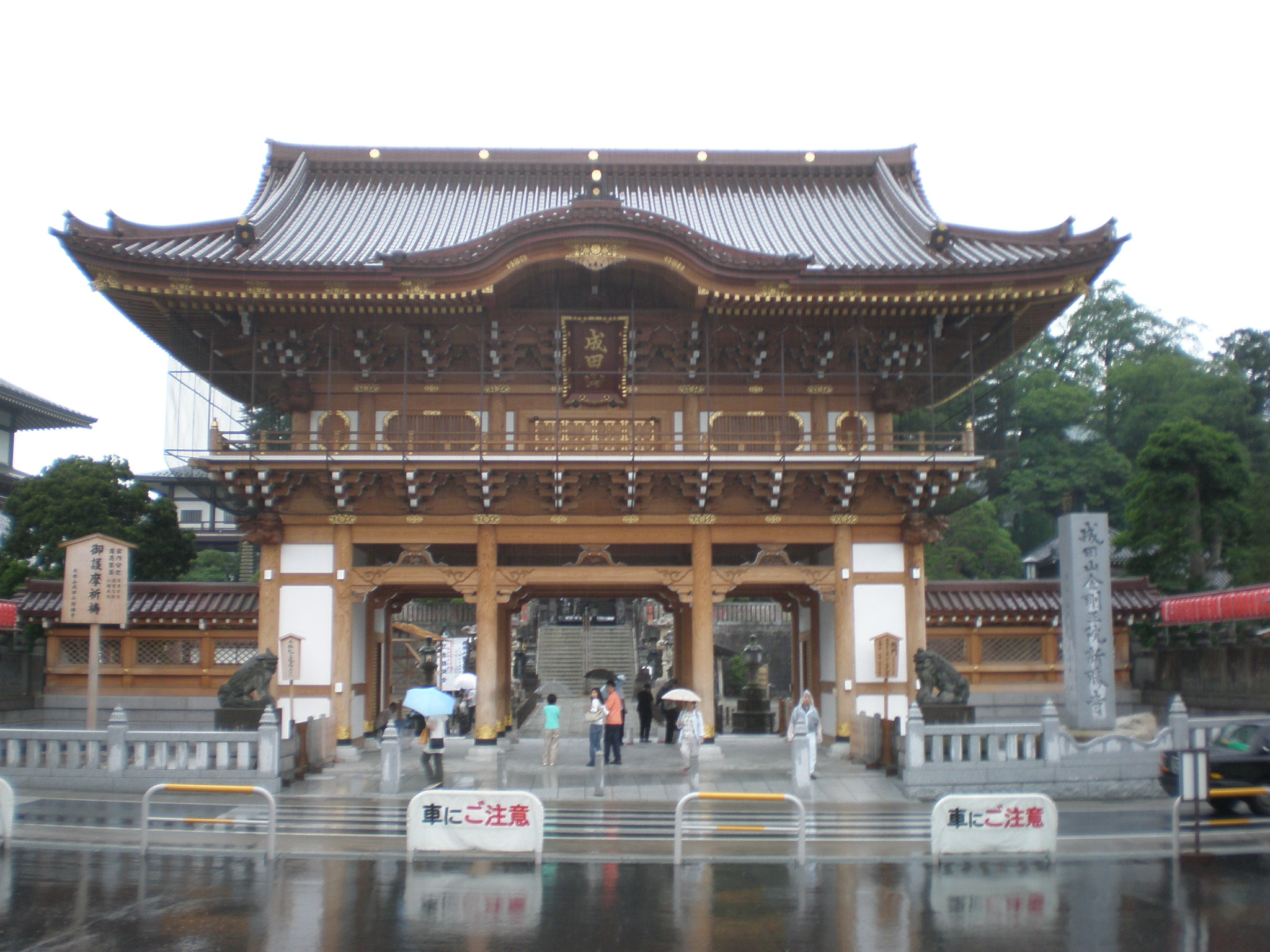
Sōmon (entrée), 2006.
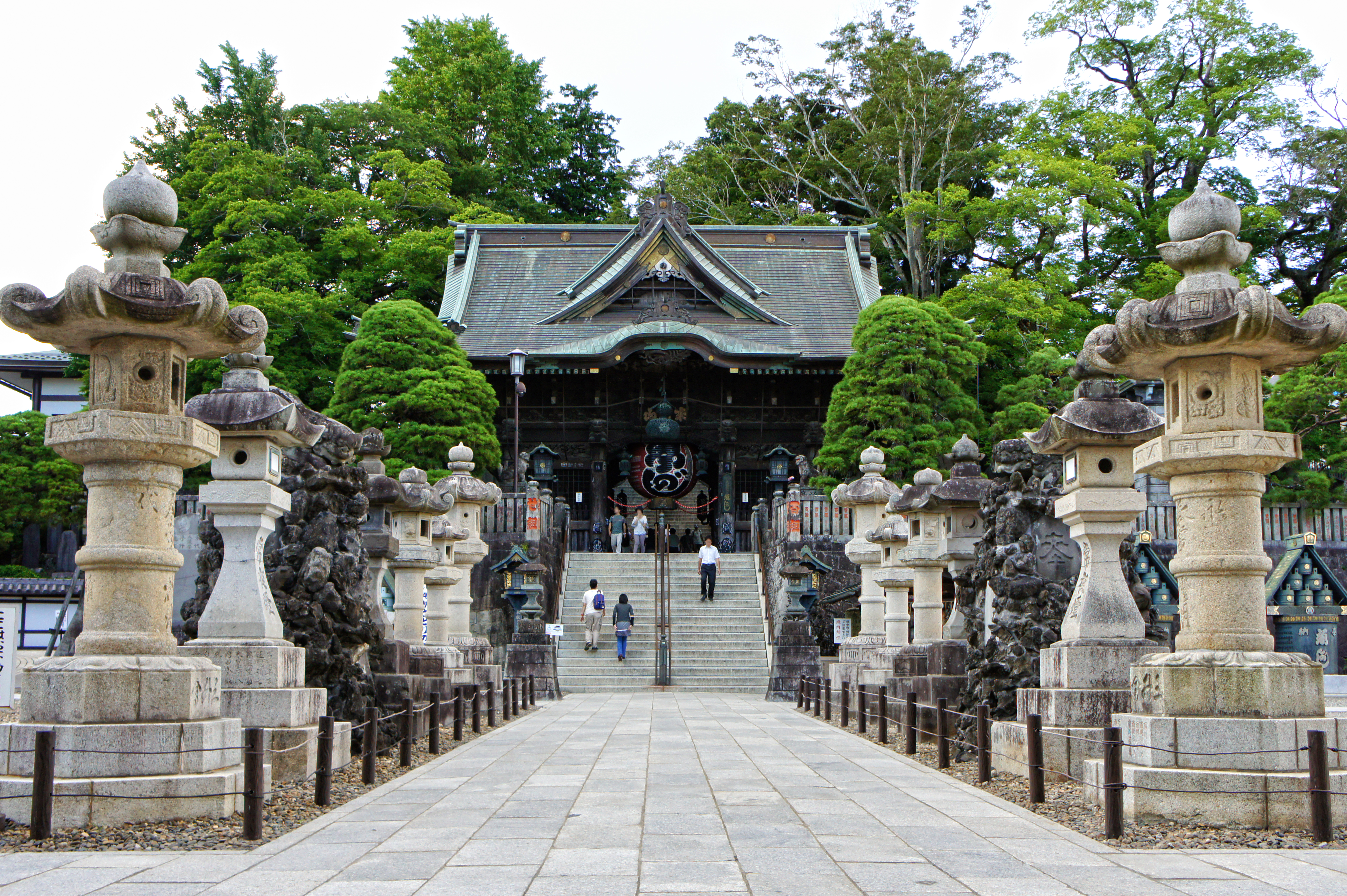
Niōmon ,1831.
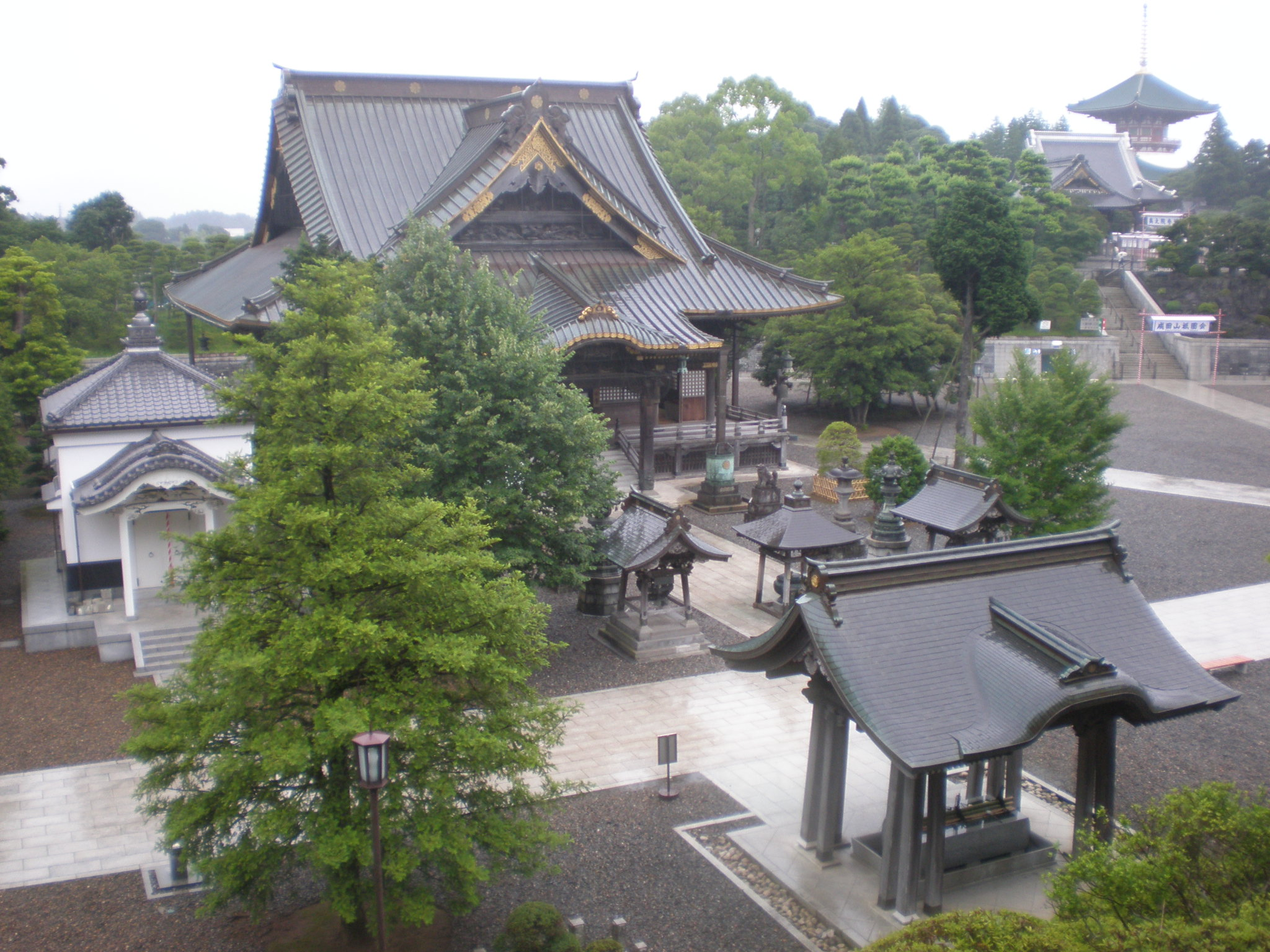
Shaka-dō, 1858.
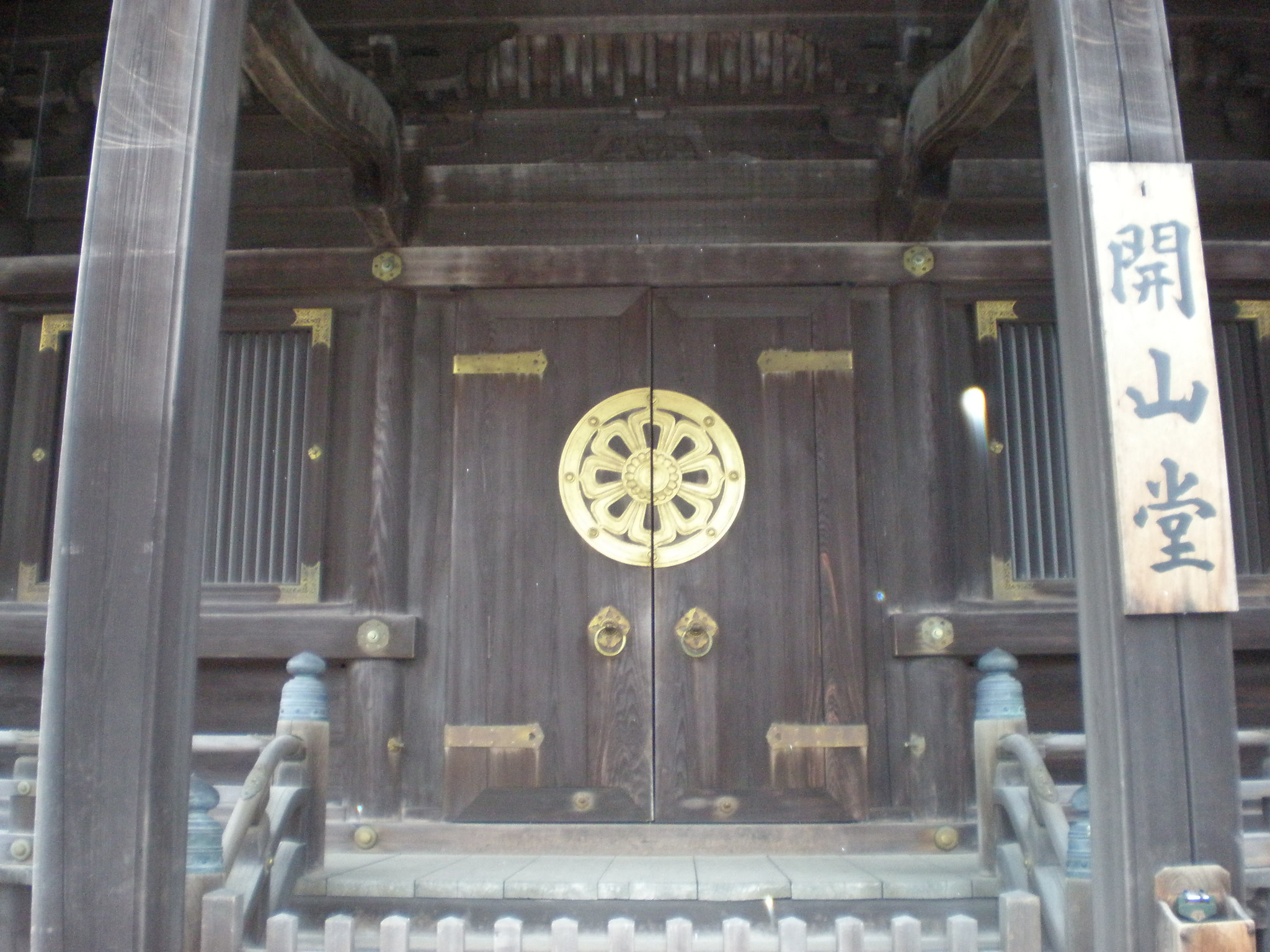
Portes Kaizan-dō, 1938.
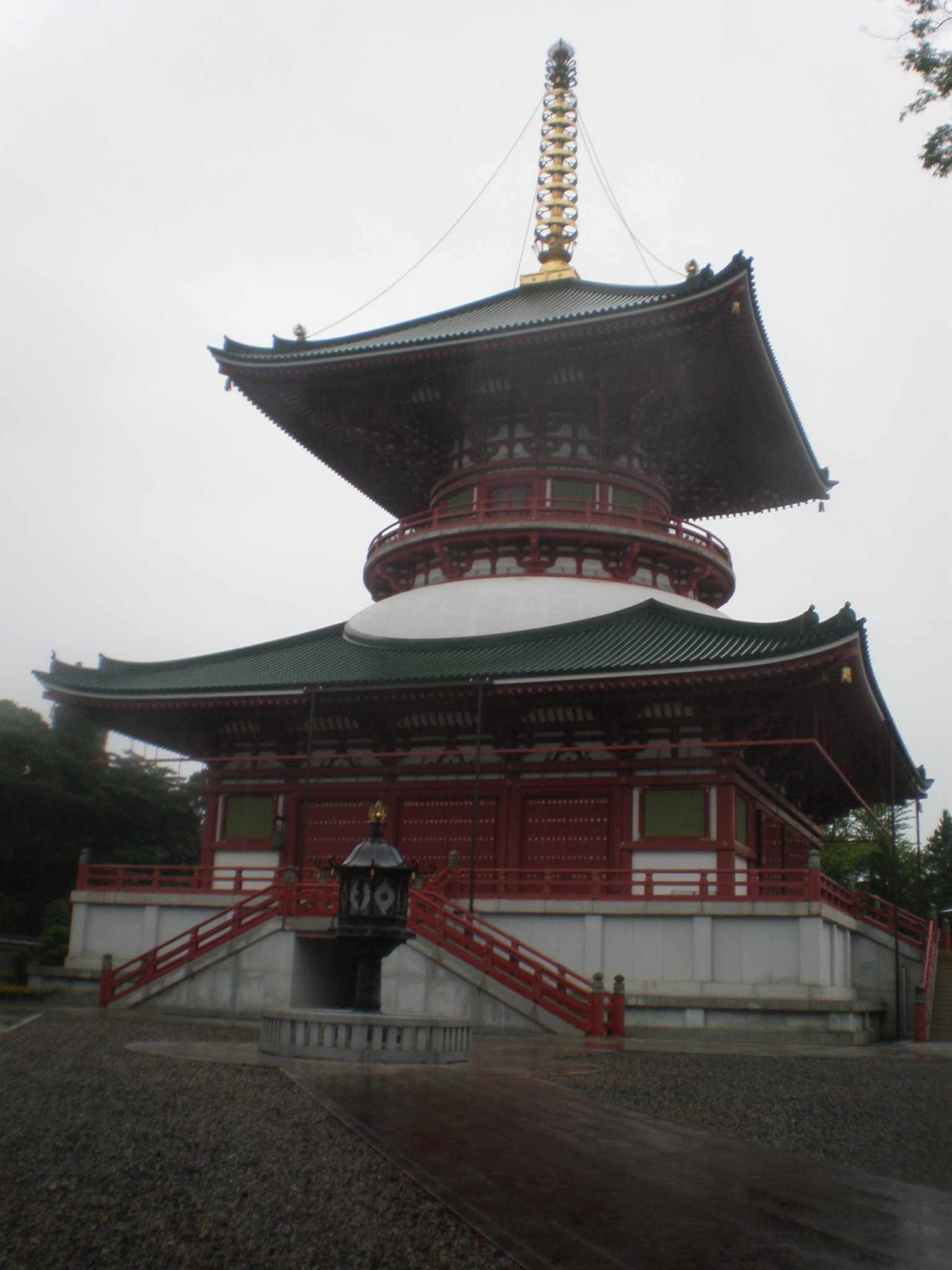
Daitō, 1984.
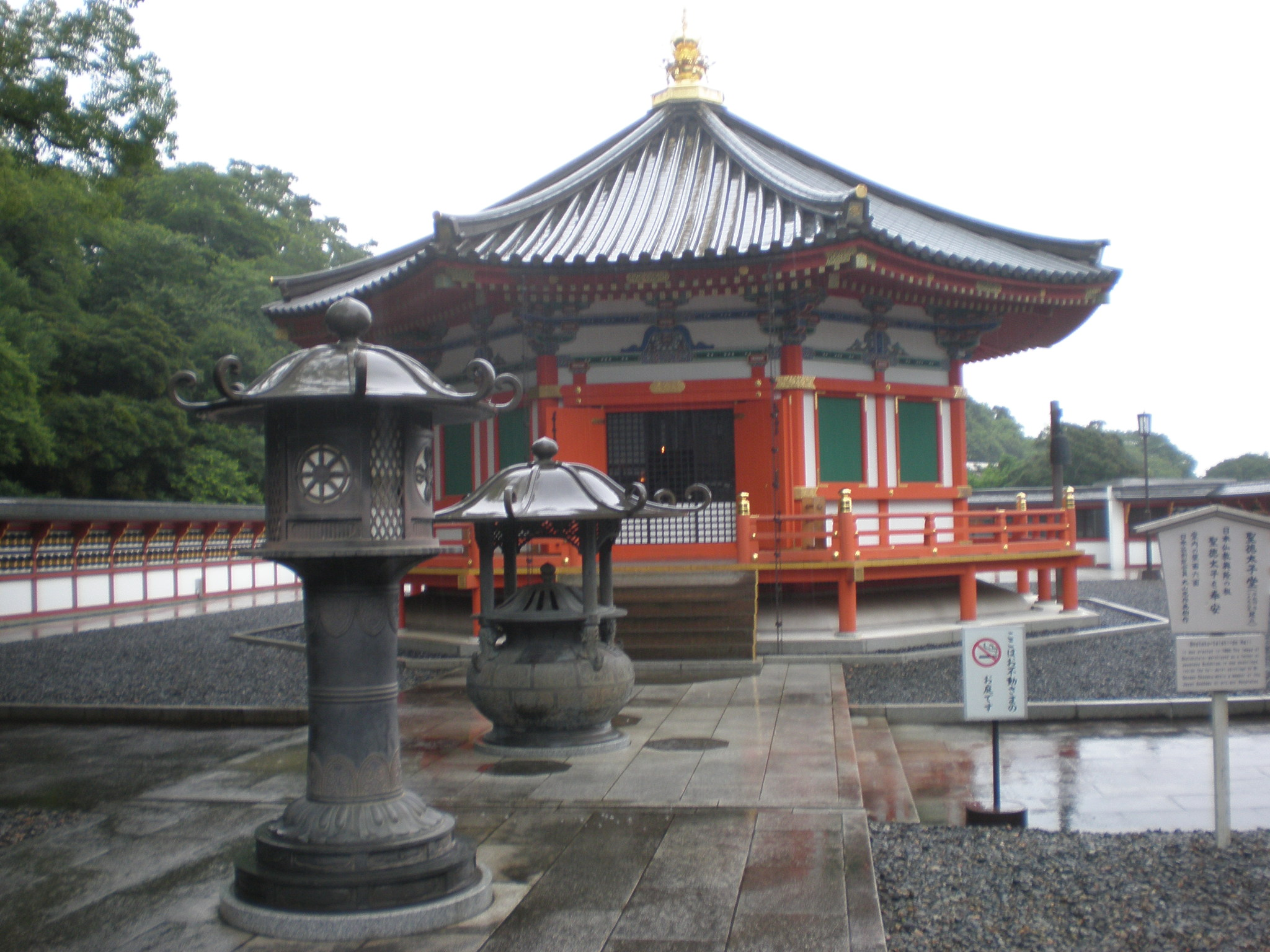
Bâtiment du prince Shōtoku, 1992.
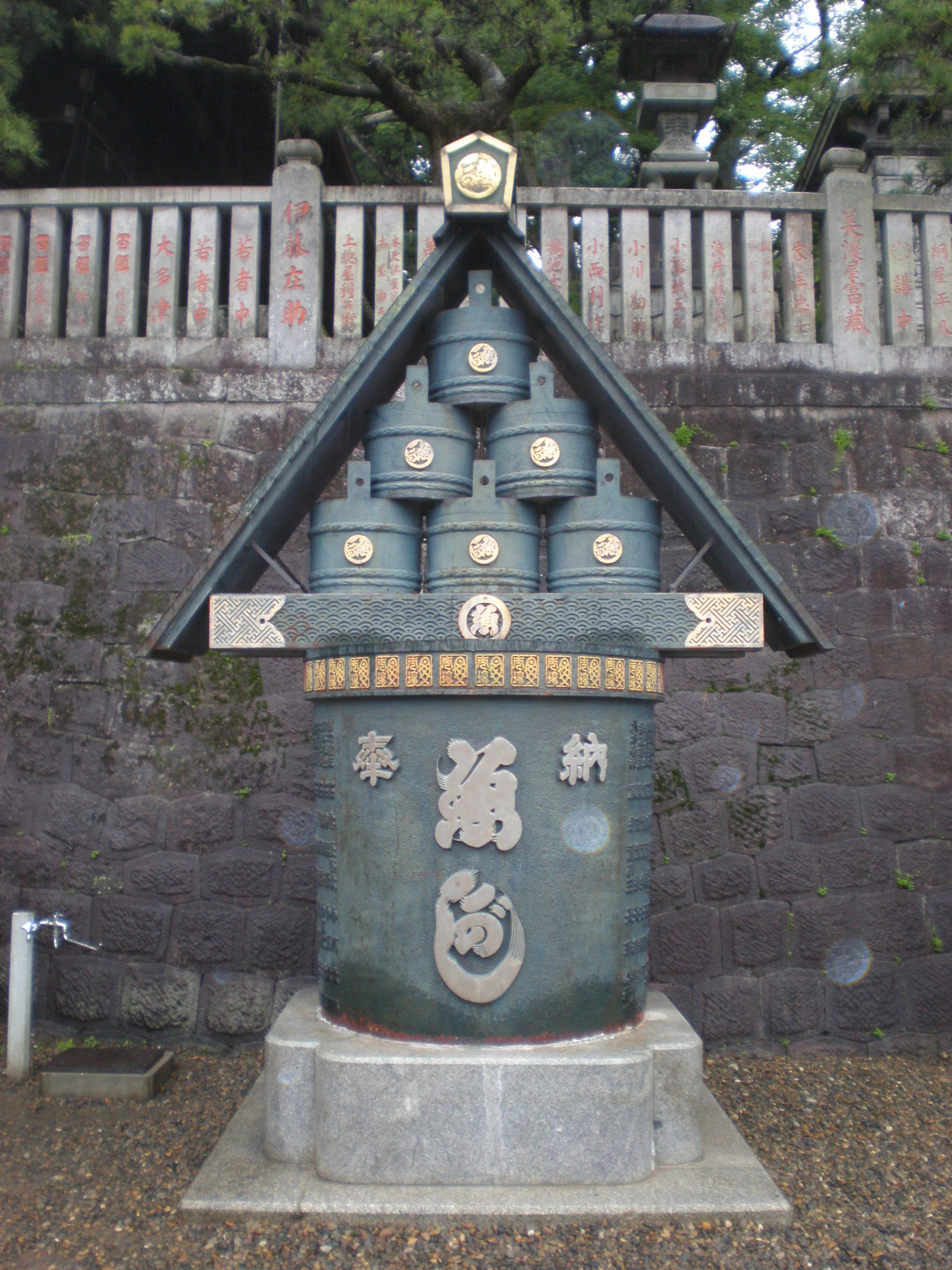
Offrandes de baquets.
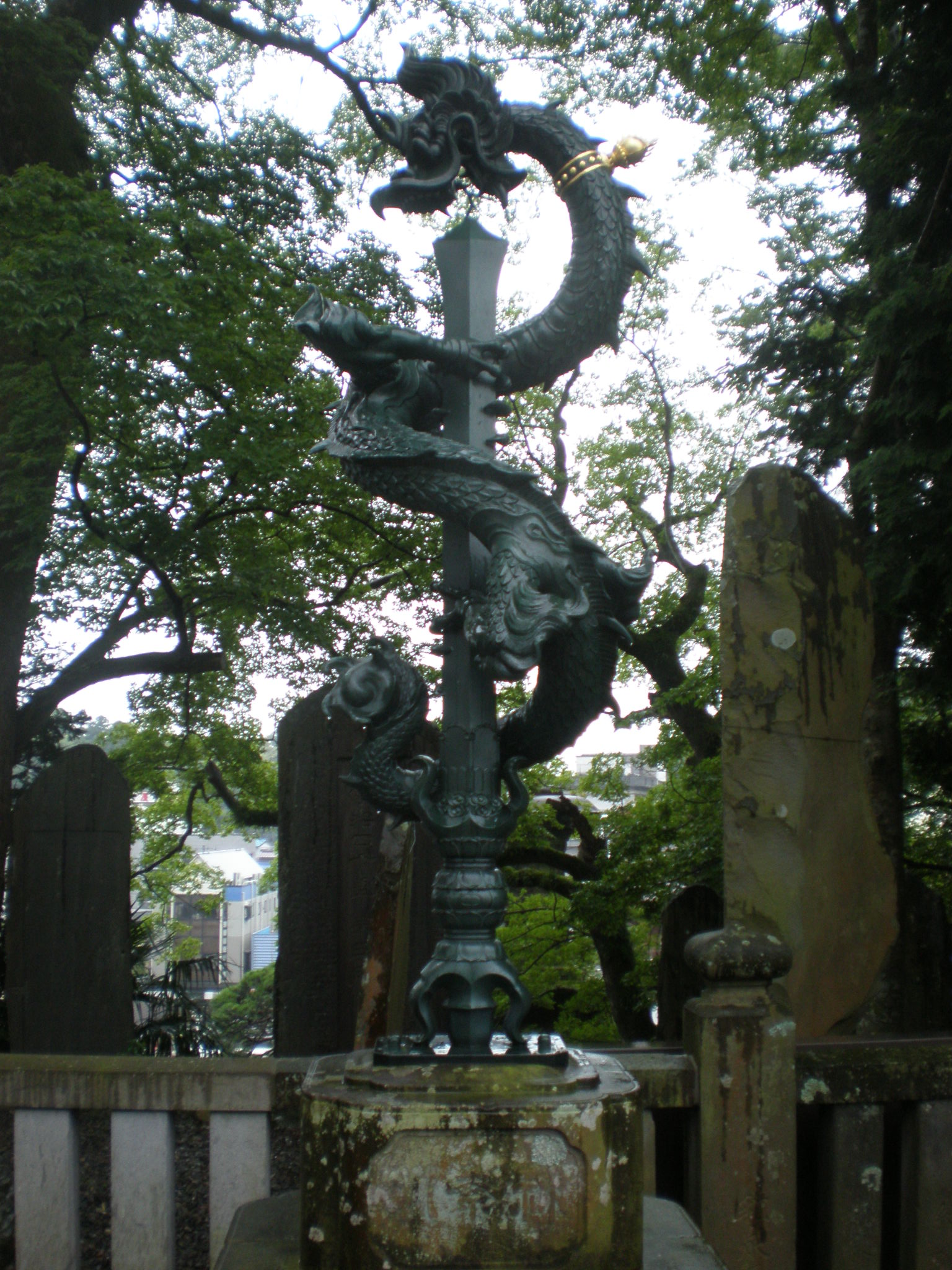
Épée et dragon.
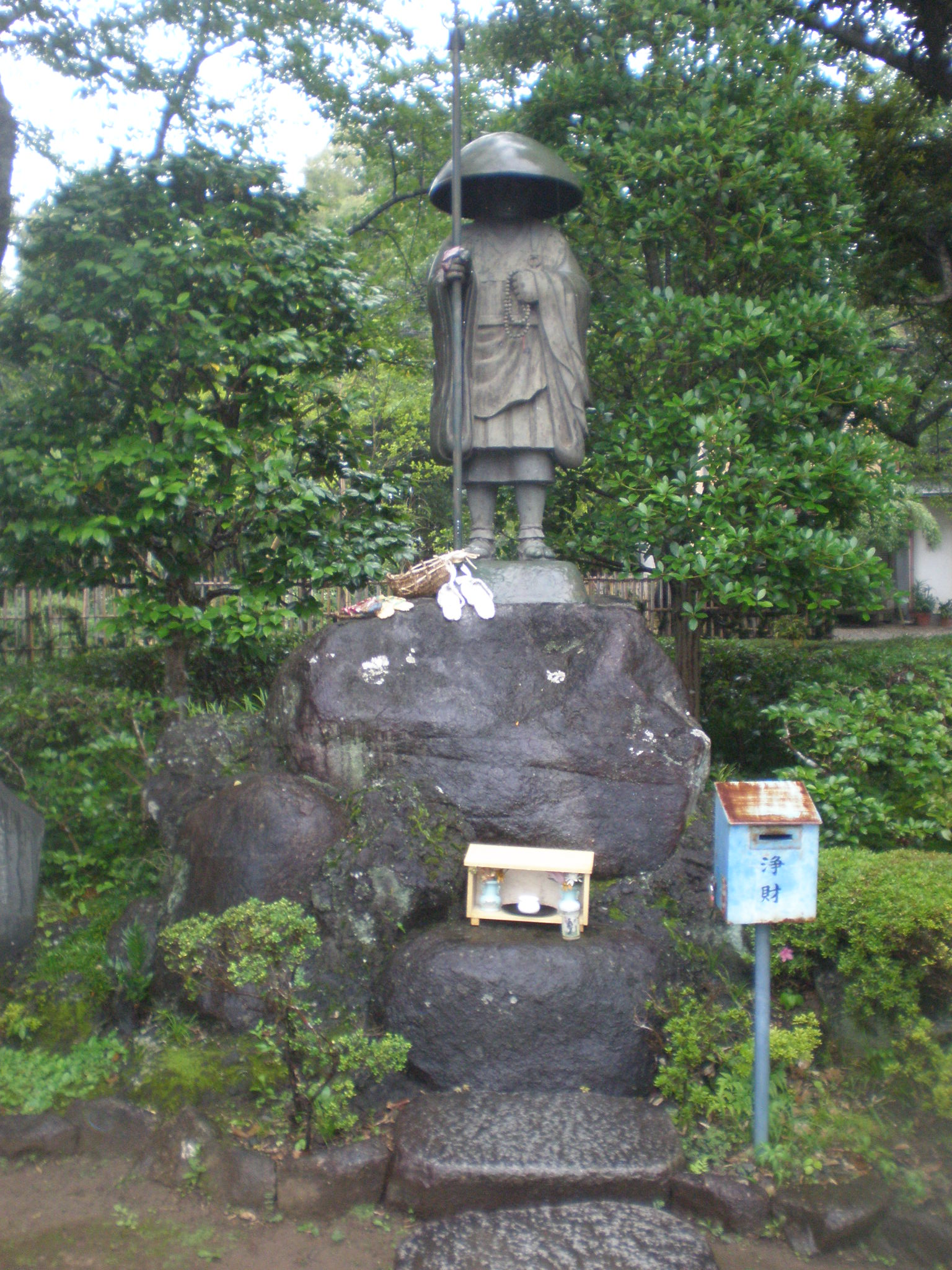
Statue de Kūkai.
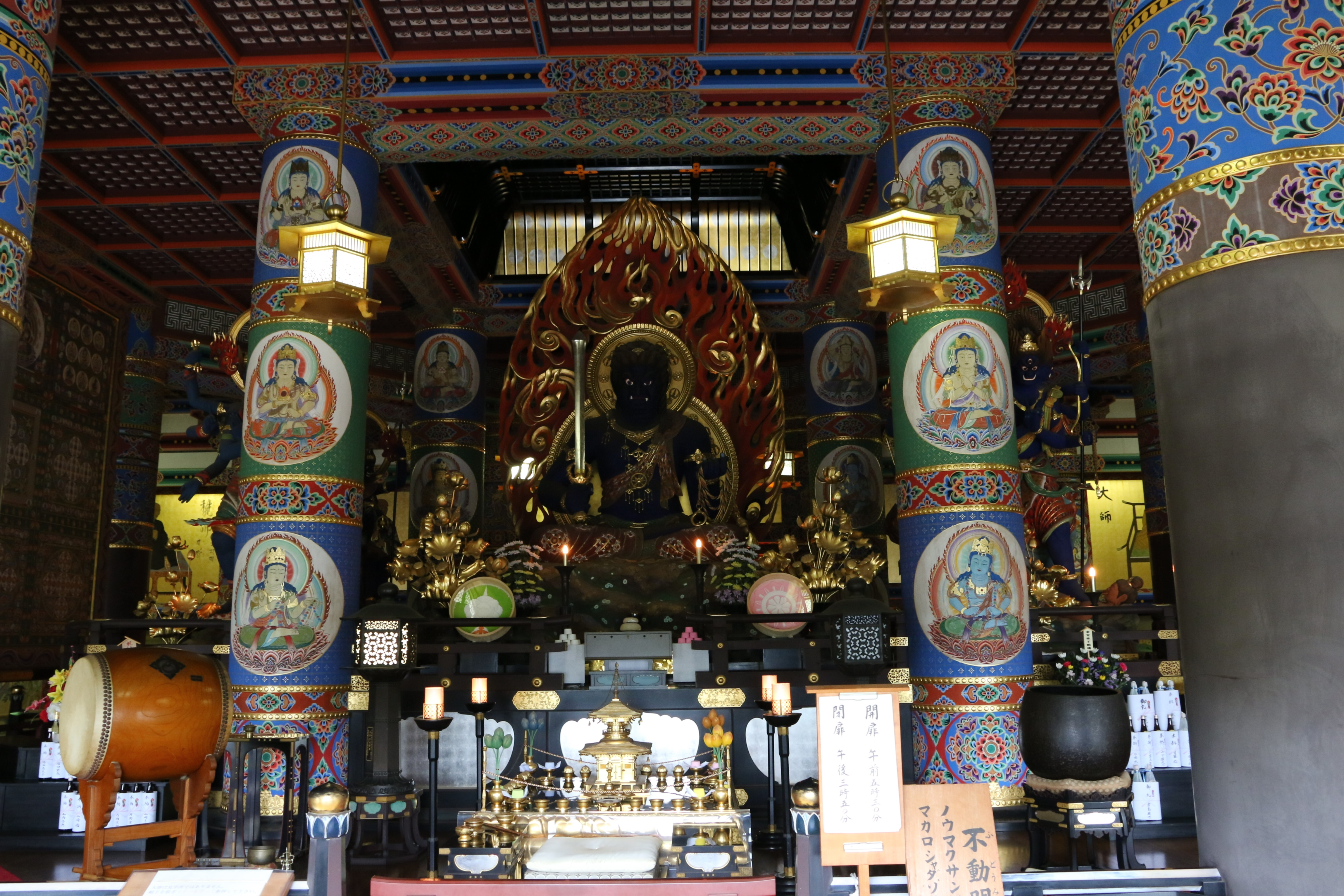
Acala.